# Sultane (film)
Pour les articles homonymes, voir Sultane.
Pour plus de détails, voir Fiche technique et Distribution.
Sultane (The Lady of the Harem) est un film américain réalisé par Raoul Walsh, sorti en 1926.

## Synopsis
La province de Khorassan ploie sous les taxes imposées par son tyrannique sultan. Hassan, un pâtissier au grand cœur, aide Rafi, qui arrive dans la cité, à retrouver sa bien-aimée Pervaneh, enlevée par le sultan. Au marché aux esclaves, Rafi a assez d'argent pour racheter sa liberté, mais elle est enlevée par un des sbires du sultan pour être emmenée au palais. La croyant morte, Rafi jure de la venger et crée une bande qui terrorise les officiels du régime. Un jour, le sultan, déguisé, assiste à une réunion des hommes de Rafi et lui transmet un message lui faisant croire que Pervaneh l'attend au palais. Hassan conduit les hommes de Rafi lors d'une attaque surprise du palais, au cours de laquelle le sultan est tué et ses soldats mis en déroute. Les amoureux sont réunis et Hassan devient le sultan. 

## Fiche technique
- Titre : Sultane
- Titre original : The Lady of the Harem
- Réalisation : Raoul Walsh
- Scénario : James T. O'Donohoe, d'après la pièce Hassan de James Elroy Flecker
- Photographie : Victor Milner
- Production : Adolph Zukor, Jesse L. Lasky
- Société de production : Paramount Pictures
- Société de distribution : Paramount Pictures
- Pays d’origine :  États-Unis
- Langue originale : anglais
- Format : noir et blanc — 35 mm — 1,37:1 — film muet
- Genre : Film d'aventure
- Durée : 60 minutes
- Dates de sortie :
  - États-Unis : 8 août 1926 (première à New York)

## Distribution
- Ernest Torrence : Hassan
- William Collier Jr. : Rafi
- Greta Nissen : Pervaneh
- Louise Fazenda : Yasmin
- André Beranger : Selim
- Sōjin Kamiyama : le Sultan
- Frank Leigh : Jafar
- Noble Johnson : le percepteur d'impôts
- Daniel Makarenko : le chef de la police
- Christian J. Frank : le capitaine de la garde
- Snitz Edwards : Abdu
- Chester Conklin : Ali
- Brandon Hurst : un mendiant
- Leo White : un mendiant